# Play247
Play247 (uitgesproken als vierentwintig-zeven) is een Belgische commerciële televisiezender die van start ging op 3 januari 2022. De eigenaar van Play247 is Play Media, dat onderdeel is van Telenet, waar ook de zenders Play4, Play5, Play6 en Play7 toe behoren. In tegenstelling tot de andere Play-zenders was Play247 enkel bij Telenet Digital TV beschikbaar. De zender zendt maar beperkt uit, als aanvulling op de andere Play-zenders.

## Geschiedenis

### Big Brother
Van 4 januari tot en met 9 april 2021 zond zender onder de noemer Big Brother 24/7 uit en was er de livestream van Big Brother 2021 te zien. Aan het einde van datzelfde jaar verscheen de zender opnieuw voor Big Brother 2022, maar deze keer onder de noemer van Play247. De start van de uitzending was op 3 januari om 22:00 's avonds. De uitzendingen werden regelmatig onderbroken door reclame. De livestream vanuit het huis in Amsterdam liep dan door links onderaan het beeldscherm. Ook voor de edities van 2023 en 2024 was de zender weer beschikbaar.

### De Mol
In mei 2022, in aanloop naar de finale van het tiende seizoen van De Mol, zond de zender alle afleveringen sinds seizoen 4 uit alsook een liveshow voor en na de finale.
Geschiedenis van de Vlaamse televisie